# Paperbark
Paperbark — это приключенческая укажи-и-щёлкни игра, разработанная независимой австралийской студией Paper House. Выход игры состоялся на мобильные устройства iOS, Microsoft Windows и Mac OS. Игрок управляет животным вомбатом и изучает окружающее лесное пространство в поисках еды.

## Сюжет и игровой процесс
Игрок управляет вомбатом, обитающем в австралийском бушленде. Он изучает окружающее пространство в поисках пищи и встречает на своём пути разнообразных представителей флоры и фауны. Чтобы вомбат перемещался, игрок должен нажимать на место направления, изначально скрытое под белой пеленой. Игрок должен собирать растения и насекомых для зверька. Вомбат может поедать цветы, расчищать ветки и совершать иные взаимодействия. Игрок также может собирать насекомых, нажимая на них.
В игре представлена сюжетная линия, согласно которой вомбат проводит свою повседневную жизнь в бушленде, в поисках пищи, однако лес поглощает пожар и зверьку удаётся скрыться под землёй. Однако его родное место сожжено дотла, и вомбат должен найти себе новый дом. В результате история заканчивается неоднозначно: зверёк забредает на территорию человеческого дома, ложится около входной двери и игра заявляет, что вомбат наконец-то нашёл новый и уютный дом.

## Разработка
Изначально игра создавалась, как студенческий проект геймдизайнеров RMIT, над ним работали Райан Боултон (программист), Нина Беннетт (художник) и Терри Бурдак, которые также основали инди-студию Paper House. Они задумывали игру, как сборник рассказов, и использовали для разработки прототип Боултона, работавшего над акварельными техниками рендеринга. Бурдак в качестве предмета вдохновения предложил обратиться к детским книгам. Все трое разработчиков выросли в провинции Викториа и хотели воплотить в игре знакомые им ландшафты. Художественный стиль игры, имитирующий акварельные картины напоминает природно-ориентированные австралийские детские книги, такие как «Блинки Билл», «Магия опоссума» и «Дневник Вомбата». Размышляя о своём времени пребывания в RMIT, Бурдак заметил, что также получил поддержку со стороны студенческого сообщества, которое помогло им создать игру, исследующую их личные идеи об Австралии и рассказывающую истории в цифровом формате.
После окончания университета, команда показала ранний прототип на различных игровых конференциях и получила в итоге финансовую поддержку со стороны государственной организации Film Victoria, занимающейся финансированием разработки австралийских игр и других творческих проектов. Получив грант от Film Victoria в 2015 году, члены команды решили уволиться с их повседневной работы и основать компанию, посвятив своё время разработке игры. В создании игры также принимали экологи, проверяющие представленную флору и фауну на предмет достоверности.

## Восприятие
Редaкция Mashable указала на то, что игра предлагает «наиболее детальное представление об австралийском кустарнике, чем в каких-либо других играх», сравнивая её с Forza Horizon 3, которая также демонстрировала пустыни, тропические леса и береговые линии. Представитель Finder назвал  художественный стиль игры одновременно «поразительным» и «впечатляющим». Редакция ABC заметила, что хотя австралийские разработчики обычно терпят неудачу в попытке создать «настоящую австралийскую игру», Paperbark стала исключением из данного правила. Представитель Pixel Pop Network сравнил повествование игры со стилем детских книг, таких, как например, как Animalia, Bamboozled и Where's Wally. Редакция Kotaku привела Paperbark в качестве примера игры, которая не заинтересована в денежных доходах, а ставит перед собой единственную цель достоверно изобразить природные ландшафты Австралии. Говоря об образовательном потенциале игры, редакция Gamasutra предложила использовать её в качестве учебного пособия в детском саду или на уроках биологии в начальной школе Австралии.

### Награды и номинации
Игра Paperbark демонстрировалась, как студенческий проект на Фестивале независимых игр 2016 года. Она также была номинирована на «Австралийскую разработанную игру года» на мероприятии Australian Games Awards 2018.

## Внешние ссылки
- paperbarkgame.com — официальный сайт Paperbark